# Kaliumsuperoxide
Kaliumsuperoxide is het superoxide van kalium, met als brutoformule KO2. De stof komt voor als een gele vaste stof die sterk reageert met water.

## Synthese
Kaliumsuperoxide wordt bereid door de reactie van gesmolten kalium met een overmaat zuurstofgas:
{\displaystyle {\ce {K + O2 -> KO2}}}

## Eigenschappen en toepassingen
Kaliumsuperoxide kan waterdamp en koolstofdioxide binden en daarbij zuurstof vrijzetten:
{\displaystyle {\ce {4KO2 + 4CO2 + 2H2O -> 4KHCO3 + 3O2}}}
In afwezigheid van water kan het eveneens koolstofdioxide binden:
{\displaystyle {\ce {4KO2 + 2CO2 -> 2K2CO3 + 3O2}}}
Aangezien de mens bij het uitademen zowel waterdamp als koolstofdioxide uitstoot, kan kaliumsuperoxide gebruikt worden om zuurstof te genereren in gesloten ruimtes, zoals onderzeeboten of ruimtecapsules, of in gesloten ademhalingstoestellen voor brandweerlui of reddingswerkers in mijnen.
In water ontleedt kaliumsuperoxide via een exotherme reactie, waarbij kaliumhydroxide, zuurstofgas en waterstofperoxide gevormd worden:
{\displaystyle {\ce {4KO2 + 2H2O -> 4KOH + 3O2}}}
{\displaystyle {\ce {2KO2 + 4H2O -> 2KOH + 3H2O2}}}

## Toxicologie en veiligheid
Kaliumsuperoxide is een sterke oxidator en werkt brandbevorderend. Contact of inname kan leiden tot ernstige irritatie en brandwonden. Intense of langdurige blootstelling kan leiden tot huidirritatie, ademhalingsfalen, bewusteloosheid en zelfs de dood. Kaliumsuperoxide is corrosief voor de huid, de ogen en de luchtwegen.